# Matino
Matino è un comune italiano di 10 764 abitanti della provincia di Lecce in Puglia.
Situato nel Salento sud-occidentale, dal 2002 si fregia del titolo di città.

## Geografia fisica

### Territorio
Matino sorge sulle ultime propaggini delle serre salentine a 75 m s.l.m., a 10 km dalla costa ionica e a 25 km dall'estrema punta della penisola salentina rappresentata dal Capo di Leuca. Il centro storico si estende sulla collina detta di Sant'Ermete adagiata fra due canaloni preistorici (gravine carsiche) denominati rispettivamente "Universo" sul lato nord e "Reale" sul lato sud.
Il territorio, fortemente carsico, è privo di corsi d'acqua di superficie ma ricchissimo di corsi d'acqua sotterranei alimentati dalle cosiddette Vore, inghiottitoi naturali delle acque pluvie situati in depressioni naturali del terreno.
Il comune, che si estende su una superficie di 26,28 km², raggiunge i 38 m s.l.m. di altezza minima e i 172 m s.l.m. di altezza massima. La cittadina domina la vallata denominata di Taviano-Matino che rappresenta una delle zone più fertili del Salento. Le colture predominanti sono l'ulivo e la vite ma con ampi spazi dedicati ai seminativi e alle colture in serra, in special modo fiori.
Negli ultimi anni l'infestazione degli splendidi olivi secolari del territorio matinese da parte del batterio Xylella fastidiosa e la conseguente disastrosa moria degli olivi, ed in misura minore ma comunque significativa, gli attacchi del Rhynchophorus ferrugineus ai tanti palmizi del territorio, ha provocato un radicale cambiamento del panorama delle campagne matinesi.
Molto frequenti sono le masserie, grandi costruzioni rurali che insistevano su ampi latifondi, frutto del notevole impulso dato alla produzione agricola nel periodo Borbone (1724-1860), ad oggi in disuso salvo qualche esempio di riutilizzazione in chiave agrituristica. Abbastanza diffusi sono anche i cosiddetti caseddhi, o pajare (pagliai) tipico esempio di edilizia rurale, derivante da antiche tecniche costruttive di provenienza magnogreca. Diffusissima l'edilizia rurale di tipo moderno a testimonianza di un attaccamento alla terra delle popolazioni locali e di un vivacissimo mercato agrituristico.
Il territorio del comune confina a nord con il comune di Parabita, a est con il comune di Collepasso, a sud con i comuni di Casarano, Melissano e Taviano, a ovest con i comuni di Gallipoli e Alezio.
- Classificazione sismica: zona 4 (sismicità molto bassa), Ordinanza PCM n. 3274 del 20/03/2003

### Clima
Secondo la stazione meteorologica di Lecce Galatina e la stazione meteorologica di Santa Maria di Leuca Matino (che rientra nel territorio del basso Salento) presenta clima mediterraneo con inverni miti ed estati caldo umide. In base alle medie di riferimento, la temperatura media del mese più freddo, gennaio, si attesta attorno ai +9 °C, con minime assolute che molto raramente scendono sotto lo zero, mentre quella del mese più caldo, agosto, si aggira sui +25,1 °C. con massime che possono arrivare anche vicine ai 40 °C. Le precipitazioni medie annue, che si aggirano intorno ai 676 mm, presentano un minimo in primavera-estate ed un picco in autunno-inverno.
Facendo riferimento alla ventosità, i comuni del basso Salento risentono debolmente delle correnti occidentali grazie alla protezione determinata dalle serre salentine che creano un sistema a scudo. Al contrario le correnti autunnali e invernali da sud-est, favoriscono in parte l'incremento delle precipitazioni, in questo periodo, rispetto al resto della penisola.
| Matino                     | Mesi | Mesi | Mesi | Mesi | Mesi | Mesi | Mesi | Mesi | Mesi | Mesi | Mesi | Mesi | Stagioni | Stagioni | Stagioni | Stagioni | Anno |
| Matino                     | Gen  | Feb  | Mar  | Apr  | Mag  | Giu  | Lug  | Ago  | Set  | Ott  | Nov  | Dic  | Inv      | Pri      | Est      | Aut      | Anno |
| -------------------------- | ---- | ---- | ---- | ---- | ---- | ---- | ---- | ---- | ---- | ---- | ---- | ---- | -------- | -------- | -------- | -------- | ---- |
| T. max. media (°C)         | 12,4 | 13,0 | 14,8 | 18,1 | 22,6 | 27,0 | 29,8 | 30,0 | 26,4 | 21,7 | 17,4 | 14,1 | 13,2     | 18,5     | 28,9     | 21,8     | 20,6 |
| T. min. media (°C)         | 5,6  | 5,8  | 7,3  | 9,6  | 13,3 | 17,2 | 19,8 | 20,1 | 17,4 | 13,7 | 10,1 | 7,3  | 6,2      | 10,1     | 19,0     | 13,7     | 12,3 |
| Precipitazioni (mm)        | 80   | 60   | 70   | 40   | 29   | 21   | 14   | 21   | 53   | 96   | 109  | 83   | 223      | 139      | 56       | 258      | 676  |
| Umidità relativa media (%) | 79,0 | 78,9 | 78,6 | 77,8 | 75,7 | 71,1 | 68,4 | 70,2 | 75,4 | 79,3 | 80,8 | 80,4 | 79,4     | 77,4     | 69,9     | 78,5     | 76,3 |

- Classificazione climatica di Matino:[6]
  - Zona climatica: C
  - Gradi giorno: 1 073

## Origini del nome
Che il toponimo di Matino derivi dalla radice linguistica osca Mat che significa "terreno coltivato" o "terreno fertile" o in alcuni casi "altopiano" o "pianura", come sostenuto da diversi studiosi è una tesi piuttosto dubbia in quanto l'osco, una lingua pre-romana diffusa dall'Abruzzo fino alla Calabria, non penetro' mai nel Salento, sebbene il poeta Quinto Ennio (originario di Rudiae presso Lecce) affermasse di padroneggiarla. Non vi sono tracce della lingua osca in nessun ritrovamento archeologico o iscrizione in nessun sito salentino. D'altra parte quasi tutti i toponimi salentini hanno origini messapiche (Ugento, Alezio, Otranto), greche (Gallipoli, Galatone) o latine (Casarano, Taviano), ma non osche. Peraltro denominare un paese con un nome di origine osca intorno all'anno mille, quando cioè i dialetti osci sono scomparsi da almeno 6 secoli, sembrerebbe un'ipotesi poco probabile. Questa constatazione avvalorerebbe la tesi dell'autore Carlo Coppola, circa le origini in quanto il toponimo si spiegherebbe solo con una derivazione dal nome "Matini" o Matinates ex Gargani come li cita Plinio. A loro volta i Matinates derivavano il proprio nome dal culto della Dea romana dell'aurora "Mater Matuta".
Anche l'ipotesi di un'origine del toponimo dalla storpiatura della parola mattino è abbastanza debole e sembra priva di fondamento dal punto di vista dell'analisi linguistico-semantica.

## Storia

### Le origini
Alcuni storici cittadini fanno risalire l'origine della cittadina alla distruzione delle città messapiche di Alezio e la presunta Bavota, l'attuale Parabita, da parte dei Saraceni, secondo questa tesi avvenuta nei secoli IX e X e ad un relativo insediamento dei profughi nella zona della Matino odierna.
L'ipotesi, non suffragata peraltro da alcun documento o riferimento storico, è contraddetta da diverse circostanze:
1. La marcata differenza dei dialetti parlati nelle presunte città fondanti e Matino stessa, che fanno presumere le 3 cittadine appartenenti a matrici culturali diverse.
2. L'esistenza stessa di una città denominata Bavota in una posizione geografica collocata fra le attuali Alezio e Parabita, è stata smentita da eminenti studiosi negli ultimi anni e sembra essere dovuta ad una cattiva trascrizione di un copiatore.[12] È altresì probabile che la fondazione di Parabita sia posteriore a quella di Matino
3. La stessa Alezio nel periodo di fondazione di Matino non esisteva come centro abitato o al massimo poteva essere un piccolo casale semiabbandonato[13].

Altri autori ritengono invece più probabile una fondazione della Matino moderna da parte di profughi provenienti dalla Matino antica.
L'antica Matino era un popoloso centro situato sulle coste del Gargano, fondato intorno al 1000 a.C. e denominato Apeneste in periodo magno-greco e poi Matinum in periodo romano. Il toponimo Apeneste significa in greco antico "che nasce" oppure "che sorge" con chiaro riferimento al sole. Anche la versione latina Matinum conserva la medesima accezione di significato. Potrebbe quindi non essere un caso che lo stemma di Matino nuova, adottato in epoca normanna e quindi poco dopo l'anno 1000 d.C., rappresenti proprio un sole che sorge tra due colline.
I Matinates ex Gargani come li cita Plinio il Vecchio, ovvero gli abitanti dell'antica Matino, erano un piccolo popolo di stirpe greco-dauno-japigia stanziatosi nella Puglia settentrionale fra il IX e il VII sec. a.C. in seguito alla grande migrazione verso le coste adriatiche proveniente da est e sud-est che porta sui lidi pugliesi prima popolazioni illiriche e poi a distanza di circa 2 secoli, coloni greci. Questa tribù fondò la città che divenne un centro marinaro e commerciale di notevole importanza fino al periodo tardo romano e di cui si hanno notizie certe fino al 980 d.C., probabile anno della sua distruzione.
La fondazione dell'odierna Matino sarebbe avvenuta in seguito alla scomparsa di questo centro avvenuta nel periodo fra il 971-980 d.C. forse per un terremoto-maremoto, dato che parte delle rovine dell'antica Matino sono ad oggi sommerse dall'Adriatico, oppure procurata dalla serie di incursioni saracene che devastarono il territorio matinese e l'intero Meridione d'Italia intorno a quegli anni, molto probabilmente per ambedue le evenienze. In ogni caso la circostanza che la data di distruzione della Matino antica e quella della fondazione della Matino nuova coincidano rappresenta, insieme all'analisi linguistica del toponimo - altrimenti inspiegabile - se non una prova, un indizio di sicura rilevanza circa le origini del paese.
Il primo documento attestante l'esistenza di Matino è del 1099 "(…) offero primis deo et monasterio sancte marie de nerito hoc est enim unum oratorium nostrum quod est ecclesia sanctae Anastasiae de Matino cum putheo domibus, olivis et omnibus terris suis, quae est comitatus nostri Neritoni, ut in perpetuum maneat sub potestate de praedicto monasterio Sanctae Mariae…" (tr. Offro innanzitutto a Dio e quindi al monastero di S. Maria di Nardò, perché questo è il nostro unico luogo di preghiera, la chiesa di S. Anastasia di Matino, con case, ulivi e tutte le sue terre, la quale si trova nella nostra contea di Nardò, affinché rimanga per sempre sotto l'autorità del predetto monastero di S. Maria).
Con detto documento Goffredo Conte di Nardò fa dono a Everardo, Priore di S.Maria di Nardò, del Monastero di Santa Anastasìa che doveva essere molto grande tanto da essere dotato di un proprio mulino e con tutti i suoi possedimenti che dovevano essere ben estesi, certificando al tempo stesso l'esistenza del casale di Matino ed è quindi plausibile che la sua fondazione risalga ad almeno un secolo prima, dove un manipolo di esuli dell'antica Matino potrebbero aver dato vita ad una nuova patria.

### Periodo Normanno-Svevo: il casato dei De Persona
Nel periodo normanno, il territorio matinese venne infeudato, fra il 1190 e il 1192, da Tancredi di Lecce a favore della Famiglia De Persona. Il feudo, assai vasto, comprendeva oltre al casale di Matino anche i territori di Tuglie e Seclì.
Il primo barone di Matino fu Filippo De Persona a cui succedette il figlio Gervasio di Matino (Gervasio de Persona) assumendo come da tradizione normanna nel proprio nome quello del feudo e quindi il nipote Glicerio di Matino (Glicerio de Persona) premorto di qualche mese al padre in quanto torturato e impiccato a Brindisi dagli angioini per aver comandato lo sfortunato Assedio di Gallipoli del 1268-1269. I De Persona, famiglia ghibellina e fedelissima alla casata Hohenstaufen, furono personaggi di primissimo piano nella corte sveva sia nel periodo di Federico II che durante il regno di Manfredi. Fra i più grandi feudatari del Regno di Sicilia, furono, nel corso degli anni, nominati signori anche dei feudi di Mottola, di Ceglie Messapica, della Contea di Soleto, del casale di San Pietro di Galatina e dei territori che sarebbero poi divenuti il feudo di Martina Franca. Acerrimi nemici degli angioini, furono privati di tutti i loro feudi da Carlo I d'Angiò nel 1269, alla fine delle guerre svevo-angioine.
La casata rientrerà in possesso del feudo di Matino un secolo dopo.

### Periodo Angioino e Aragonese: i casati Du Till, Maramonte, Antoglietta e il ritorno dei De Persona
Il cambio ai vertici del potere nell'Italia Meridionale con l'avvento degli Angioni, ha ripercussioni anche su Matino il cui feudo viene deliberatamente smembrato a perenne memoria della vendetta angioina contro i De Persona. Il casale di Matino e quello di Parabita vengono assegnati al cavaliere angioino Giovanni di Tillio (Jean Du Till).
Il feudo resta al Du Till per un periodo molto breve se già nel 1273 il casale di Matino viene assegnato al giureconsulto Sparano da Bari per i servizi resi al re angioino mentre quello di Parabita verosimilmente resta al Du Till e ai suoi discendenti ancora per qualche anno.
Il casale andrà nel 1352 a Maramonte de Maramonte, figlio di Giannotto de Maramonte, nobiluomo originario di Cutrofiano, attraverso la madre, la nobildonna Armenia Di Luco, che dona quale "Controdote" alla moglie di Maramonte, la nobildonna tarantina Isabella di Nantolio (Antoglietta) il casale di Matino. 
Nel 1378 ritornano in possesso dei territori matinesi gli antichi feudatari con Ludovico De Persona (Lisolus de Matino Judex).
È provata l'esistenza fra il '300 e l' '500 di una Matino "grande" e di una Matino "piccola", da vari documenti fino ad almeno al 1530, data dopo la quale in nessun documento si fa più menzione di un Matino "piccolo", ritenendosi quindi che il piccolo insediamento sia stato gradualmente abbandonato. Non se ne conosce l'ubicazione precisa anche se alcuni studiosi locali (T. Leopizzi, C.Coppola) hanno prodotto alcune ipotesi nel merito. 
Nel 1440 Giovanni de Persona riscatta il feudo matinese da Antonio Orsini del Balzo, dopo averlo ceduto negli anni precedenti ma in data sconosciuta.
Nel 1500 Pietro Antonio De Persona e il figlio Giovanni Francesco fondano il monastero dei Padri Domenicani intitolato a S. Maria del Soccorso.
Nel 1530 il feudatario di Matino è Giovanni De Persona. Annibale De Persona, sarà l'ultimo barone di Matino in quanto, senza discendenza maschile, concederà in sposa la sua unica figlia Fulvia e il feudo matinese quale dote al marchese Mario Del Tufo nel 1575.
Alcuni palazzotti cinquecenteschi di buona fattura nel centro storico di Matino testimoniano una certa vivacità della cittadina nel XV e XVI secolo in concomitanza con il periodo di pace che vivrà Terra d'Otranto dopo secoli di scorribande e guerre.

### Dagli Aragonesi ai Borbone: il casato dei marchesi Del Tufo
Il feudo matinese passa nelle mani del barone Mario Del Tufo nel 1575, ma bisognerà attendere il 1632 perché il primo Del Tufo, Ascanio, il primo di una lunga serie di feudatari con lo stesso nome di battesimo, si insedi stabilmente a Matino.

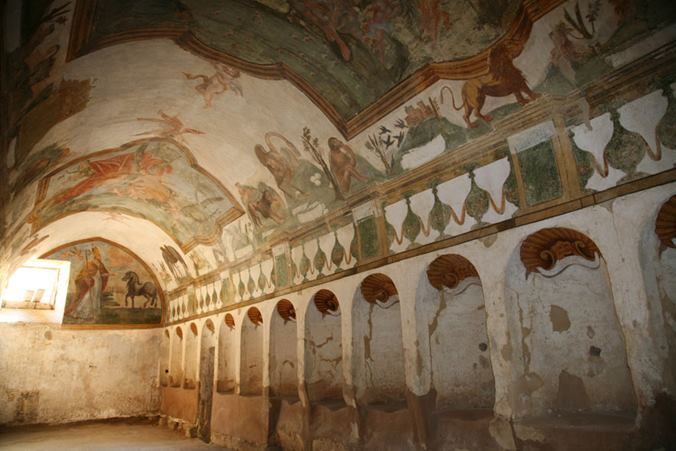
Stalle Palazzo Marchesale

Gli succederanno il figlio Giuseppe nel 1640, ed il di lui figlio, di nome Ascanio come il nonno, nel 1671. Ancora un ulteriore Ascanio è marchese nel 1690. Il suo successore sarà il marchese Giovanni Girolamo a partire dal 1761 e quindi un ultimo Ascanio dal 1783 fino all'eversione della feudalità nel 1806.
La gran parte degli edifici di interesse architettonico della cittadina di Matino risale al periodo Borbone (1724-1860), momento di sviluppo notevole sia per Matino sia per tutto il Meridione, anche grazie ai grandi flussi finanziari consentiti dall'esportazione di olio lampante.
La Chiesa Matrice, intitolata anch'essa a San Giorgio Martire, in stile tardo barocco e pianta a croce latina, fu costruita a partire dal 1750 su una preesistente chiesa che è rappresentata dal braccio minore dell'attuale fabbrica,  consacrata nel 1760 e completata nel 1763 Ancora da segnalarsi la seicentesca chiesa del Carmine e la chiesa del Rosario, una volta dedicata a Santa Maria del Soccorso, nonché cappella del convento domenicano (in passato adibita a struttura ospedaliera e di ricovero per i pellegrini che da Lecce procedevano per Santa Maria di Leuca e viceversa) diventato ormai quasi invisibile, in quanto molti dei locali appartenenti al convento stesso sono stati occupati dagli uffici del comune in epoca moderna e visibilmente modificati fino a farne scomparire le caratteristiche architettoniche.

### Simboli
Lo stemma e il gonfalone sono stati concessi con decreto del presidente della Repubblica del 30 marzo 2004.
Stemma
(D.P.R. 30 marzo 2004)
Gonfalone
(D.P.R. 30 marzo 2004)

## Monumenti e luoghi d'interesse

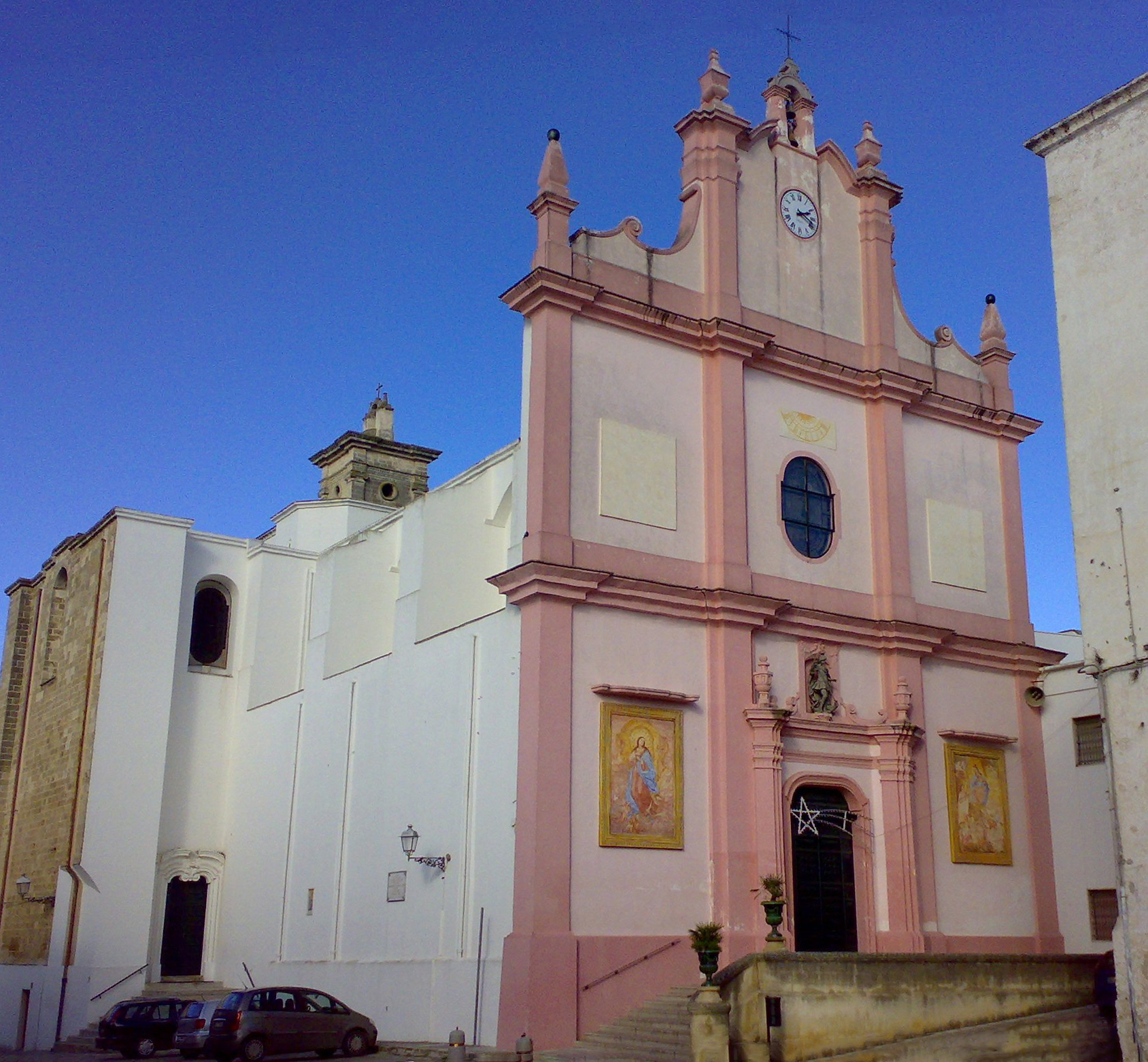
Chiesa di San Giorgio

### Architetture religiose

#### Chiesa matrice di San Giorgio
La Chiesa matrice è dedicata a San Giorgio, il santo guerriero e agricoltore (il nome geōrgós (γεωργός) in greco antico significa appunto contadino). La chiesa fu edificata a metà del Settecento su progetto di un parente del marchese, tal Giuseppe Del Tufo e con il finanziamento marchesale, sui resti di una preesistente struttura della metà del Cinquecento e a sua volta costruita sulle rovine di una chiesa ancora più antica e di rito greco probabilmente risalente al '200, per soddisfare le crescenti necessità di una comunità cittadina cresciuta demograficamente ed economicamente. Presenta una semplice facciata divisa in tre ordini da aggettanti trabeazioni. L'interno, con pianta a croce latina ad una sola navata, ospita otto altari laterali nel braccio principale e altri due nel transetto. Di particolare pregio artistico è la statua lignea di San Giorgio ai cui fianchi sono accese due lampade votive in argento del XVIII secolo di scuola napoletana.

#### Chiesa del Crocefisso
La Chiesa del Crocifisso, eretta verso la fine del Seicento, sorge con molta probabilità sul luogo di due chiesette di epoca molto più antica dedicati a Sant' Eligio e a Sant'Antonio Abate. Probabilmente le due cappelle originarie di epoca medioevale. L'interno della costruzione odierna, che conserva vari dipinti barocchi tra i quali una tela raffigurante San Pietro che si ritiene della scuola dello Spagnoletto, ospita due altari; il maggiore è dedicato al Crocifisso, mentre il secondario è intitolato ai santi Sant'Eligio, Sant'Antonio Abate e Marina.

#### Chiesa del Carmine
La Chiesa della Madonna del Carmine è stata costruita agli inizi del sec. XVII a seguito del ritrovamento di un'icona della Madonna in campagna. Il suo completamento data al 1603. Nel 1653 lo scultore copertinese Ambrogio Martinelli realizzò l'altare maggiore in pietra leccese, sul quale fu collocata l'icona ritrovata della Madonna. Tra il 2000 e il 2011 è stato effettuato il restauro conservativo dell'altare del Martinelli e sono state disvelate le decorazioni seicentesche e le cromie originali delle pareti interne della chiesa. Interessante è il dipinto della Pietà, situato nella Sacrestia, eseguito nel 1621 direttamente sulla roccia.

#### Chiesa del Rosario e convento dei domenicani
La ex Chiesa di Santa Maria del Soccorso, oggi dedicata alla Madonna del Rosario, si presenta a unica navata e con un'incompiuta facciata in stile classico. Il corpo principale della fabbrica è stato eretto nel Cinquecento. Fu interessata da una radicale rifacimento intorno al 1750, quando assunse un aspetto tipicamente barocco. Di semplice fattura, è dotata di dipinti di notevole pregio artistico attribuiti per la maggior parte a Gian Domenico Catalano. La tela della Circoncisione di Gesù Bambino, realizzata da Giovanni Andrea Coppola, è stata trafugata.

#### Chiesa della Pietà
La costruzione della seicentesca Chiesa della Pietà si deve alla devozione di due famiglie di possidenti matinesi, i Marsano (Pitta-Marsano) e la famiglia Caroppo, che fra il 1620 e il 1623 donarono il terreno e si accollarono le spese di costruzione della chiesa e poi qualche anno più tardi, intorno al 1630, del grande portico impropriamente oggi denominato Arco della Pietà. Fra il 1671 e il 1679 l'edificio fu ristrutturato con l'intervento della marchesa Anna Maria Ravaschiero, vedova Del Tufo. Il portale finemente decorato e di pregevole fattura si deve invece alla committenza del Marchese Ascanio del Tufo e si realizza fra il 1711 e il 1716. La chiesa fu data poi nella disponibilità della confraternita della Pietà. Erroneamente si è pensato che l'arco rappresentasse uno degli ingressi della cittadina, in realtà in origine la chiesa si trovava all'esterno del perimetro cittadino, perimetro che raggiunse l'arco e lo inglobò verso la fine del '600. La chiesa è caratterizzata dalle sue volte strette ed interamente affrescate, si presume che l'autore degli affreschi sia stato l'artista napoletano del settecento Giuseppe Guerra. L'interno ospita, oltre all'altare maggiore, tre altari di cui uno è intitolato a Santa Maria dei Sette Dolori.

#### Santuario dell'Addolorata
La chiesa fu costruita tra il 1738 e il 1754 con l'impulto della Confraternita della Pietà. Nel 1905 si procedette ad un rifacimento della chiesa, con la demolizione del vecchio altare maggiore e l'allungamento dell'edificio mediante l'aggiunta dell'abside. Il pavimento fu elevato per pareggiarlo con il piano stradale che negli anni era stato sopraelevato per costruzione di una strada di accesso al paese. Furono aggiunti due altari laterali, uno dedicato a S. Luigi e l'altro ai Santi Medici. Proclamato santuario mariano diocesano, il 14 maggio 1938, dall'allora amministratore apostolico di Nardò Nicola Margiotta, vescovo di Gallipoli. È sede dell'omonima arciconfraternita.
Chiesa della Beata Vergine Maria delle Grazie
La chiesa, situata a qualche chilometro di distanza dall'abitato, fu edificata nel 1657 sulle rovine di una cappella di campagna medioevale di rito greco. Abbattuta per ragioni statiche nel 1945 è stata sostituita da nuova costruzione. Qualche segno archeologico nelle vicinanze ne testimonia l'antica costruzione.

#### Altre chiese
- Chiesa del Sacro Cuore di Gesù;
- Chiesa della Sacra Famiglia, inaugurata il 31 maggio 2004;
- Chiesa e monastero delle Carmelitane Scalze o del Gesù Bambino di Praga[35];
- Cappella bizantina di Sant'Anastasia[Quale?];
- Cappella dell'Ave Maria, via del mare;
- Cripta basiliana ipogea, in contrada Sant'Eleuterio, Santu Latteri;
- Chiesa di San Giuseppe, in contrada Lazzareddhu, consacrata dal vescovo Antonio Rosario Mennonna;
- Chiesa dei Santi Cosma e Damiano, consacrata dal vescovo Antonio Rosario Mennonna, in contrada, vicinanze, Frasca.

### Architetture civili
- Palazzo dei Marchesi del Tufo Il palazzo, sorto sul finire del XII secolo come fortilizio normanno ad opera dei De Persona ed ingrandito nel corso del secolo successivo dalla stessa famiglia, è stato poi rimaneggiato più volte nel corso dei secoli con delle modifiche di una certa rilevanza in epoca aragonese, fino all'attuale aspetto che risale alla prima metà del XVIII secolo, con interventi che hanno reso l'antica rocca normanna, ancora visibile nel corpo del palazzo, più adatta agli usi civili. L'apertura sulla facciata di una grande trifora è forse del '500 mentre l'apertura del grande portone e la risistemazione della piazza antistante, oggi Piazza San Giorgio sono certamente settecenteschi. L'edificio nel suo aspetto odierno si distribuisce su due piani dei quali quelli superiori ospitano circa 40 stanze ed una cappella mentre quelli inferiori accolgono le stalle, le antiche cucine e diversi magazzini. Notevole il giardino pensile realizzato sui soffitti del palazzo stesso nel primo scorcio del '700 e le splendide stalle affrescate testimoni della passione per i cavalli di razza dei marchesi Del Tufo realizzate probabilmente intorno al 1740. Interessanti le profonde cave di tufo sottostanti al palazzo che hanno fornito il materiale di costruzione per i piani superiori e che potrebbero risalire a epoca normanno-sveva.
- Portale del Giardino Marchesale in contrada Lazzaretto (Lazzareddhu) In Contrada Lazzaretto si erge l'arcone del Giardino omonimo. Finito di costruire nel 1725 forse su progetto di Ferdinando San Felice per Ascanio e Beatrice Ippolita Pignatelli -i cui nomi sono ricordati nell'epigrafe dell'arcone- rappresenta la magnifica entrata del giardino annesso nel quale insisteva un casino estivo oggi scomparso ma che ha lasciato qualche visibile traccia. Veramente ingegnoso il sistema di irrigazione alimentato da quattro pozzi agli angoli della tenuta collegati tra loro da gallerie sotterranee che permettevano di avere il livello dell'acqua sempre costante in qualsiasi punto della tenuta.
- Portale del Giardino Mimmo in contrada Pergola (Pergula) Costruito con tecniche simili al portale e giardino Lazzaretto (Portale simile e stesso sistema di irrigazione con 4 pozzi angolari fra l'altro splendidamente decorati) ma in periodo più tardo, è significativo oltre che per gli elementi architettonici che lo contraddistinguono, anche per lo studio della cultura del giardino, fattispecie colturale tipica dell'Italia meridionale e comunissima in agro matinese.
- Borgo Medioevale Di notevole interesse urbanistico è il centro storico medioevale rimasto, nel complesso del suo tessuto, praticamente intatto, mostrando inalterata la tipica struttura delle case cosiddette a corte ed il complesso reticolo di stradine e passaggi sotterranei e sopraelevati finalizzati alla facilità di difesa dell'abitato in caso di attacco. Tipico esempio delle tecniche urbanistiche nell'alveo del mediterraneo in epoca medievale, è uno splendido spaccato storico in parte miracolosamente salvatosi dalle aggressioni del tempo e dagli abusi edilizi.
- Frantoi ipogei I frantoi ipogei di Matino testimoniano l'antica tradizione della produzione olearia, già presente in Terra d'Otranto in epoca romana e ulteriormente potenziata con grandi impianti olivicoli fra il '500 e il '700. Alcuni di essi, splendidamente conservati, rivelano l'ingegnosità delle tecniche di molitura e decantazione dell'olio attraverso sistemi di vasche a tracimazione. Rappresentano un notevole esempio di architettura industriale settecentesca.

### Aree archeologiche

#### Grotta di Sant'Ermete
La grotta di Sant'Ermete è un'importante testimonianza archeologica in quanto in essa sono stati individuati resti fossili, manufatti e ossa risalenti all'uomo di Neanderthal. Usata anche da monaci greci, come testimoniato dai resti di un affresco di Sant'Ermete, la grotta costituisce uno dei siti preistorici di frequentazione umana nel Salento già nel Paleolitico superiore.

#### Grotta di Sant'Eleuterio
La grotta di Sant'Eleuterio è la testimonianza della presenza dei monaci basiliani, o comunque di rito greco, nel territorio matinese. È ciò che rimane dell'antico monastero di Sant'Eleuterio sorto nel X secolo,  al sommo della serra omonima, fra Matino e Parabita. Di esso sopravvive la cripta, in grotta naturale con ingresso sormontato da una piccola volta a botte. Delle originarie pitture, ammirate dal De Giorgi, non resta che un impercettibile residuo sulla parete destra. Va ricordato, fra l'altro, che quando nel Salento si passò al rito latino, le pitture ispirate al rito greco furono coperte con intonaco; furono risparmiate solo poche immagini. L. Tasselli scrive che il monastero fu eretto da un soldato di Casarano, il quale cadde in un fossato, e, per intercessione di Sant'Eleuterio, fu salvo, tuttavia egli su ciò trasogna, atteso si fu che un Galantuomo e benestante della terra di Matino, che andava a cavallo per visitare i suoi poteri, che aveva là uniti, che noi diciamo masseria, ed arrivato sopra una cisterna Piena d'acqua, sprofondò la volta di essa, e si ritrovò nel profondo, dentro l'acqua invocò l'aiuto di S. Eleuterio, di cui era devo e subito si vide cavato da essa cisterna, onde poi lui, per gratitudine, procurò chiamare dei Greci Calogeri per fondare un monastero, sotto la regola di S. Basilio, e si fabbricò a sue spese la chiesa, sotto il titolo di esso santo, con le celle attorno, e lo dotò de li fondi che lo circondavano e di capitali censi... ; dentro la cisterna, nelle tonache delle mura, fece dipingere S. Eleuterio, anzi le pietre che precipitarono dalla volta non si tolsero più di li dentro, affinché servissero di monumento oculare alla posterità, della grazia ricevuta, come il tutto apparisce (Schivani).
La chiesa fu costruita ad est della gradinata che accedeva alla cisterna, e, secondo la foggia greca, aveva l'altare ad oriente: in questo luogo detto S. Papa faceva dei miracoli, e i Matinesi si portavano a pregarlo, come ai nostri giorni si è mantenuta la divozione. (Schivani).
La fondazione di Sant'Eleuterio, che per la prima volta viene menzionato nel documento neretino del 1412, risalirebbe al X secolo, in concomitanza con la fondazione di Matino.
Non è improbabile che da questo monastero, dimenticato purtroppo dagli studiosi, provenga l'immagine della Madonna della Coltura di Parabita, uno dei più suggestivi monumenti dell'arte bizantina della rinascenza. Appartenuto fino al XIII secolo ai basiliani, il sito passò poi sotto il controllo del clero locale che lo frequentò sino alla metà del Seicento. In origine comprendeva, oltre la cripta, le celle dei monaci, i granai e una chiesa.
Monastero di Santa Anastasia
Dell'antico monastero ad oggi non resta traccia se non nella cultura popolare. Non è improbabile che sia stato adibito ad altri usi dopo il passaggio nel Salento dal rito greco a quello latino e che sia andato progressivamente in rovina. Da alcuni documenti sappiamo che i possedimenti del monastero furono inglobati nelle proprietà della sede vescovile di Nardò intorno al 1700.

### Altro
- MACMa - Museo Arte Contemporanea Matino "L. Gabrieli"-, conta oltre 700 opere provenienti dalla donazioni "L. Gabrieli", "E. Miglietta", "V. Balsebre", "M. Bentivoglio" e di vari autori della poesia verbo-visiva. È il primo in Puglia ad ospitare una ricchissima collezione dedicata ai temi della poesia visiva della neoavanguardie, tra gli artisti della poesia visiva spiccano: Lamberto Pignotti, Eugenio Miccini, Luciano Ori, Lucia Marcucci, Emilio Isgrò, Roberto Malquori, William Xerra, Franco Vaccari, Adriano Spatola, Arrigo Lora Totino, Elisabetta Gut, Martino Oberto, Ugo Carrega, Vincenzo Ferrari, Carlo Finotti, Giovanni Tinti, Michele Perfetti, Luciano Caruso ed altri.
- Monumento ai caduti della prima guerra mondiale;
- Monumento a Salvo D'Acquisto e ai caduti di Nassiriya;
- Monumento vittime del Covid-19;
- Monumento Madonna Nera (in contrada Mimmo).

## Società

### Evoluzione demografica
Abitanti censiti

### Etnie e minoranze straniere
Al 31 dicembre 2020 a Matino risultano residenti 247 cittadini stranieri. Le nazionalità principali sono:

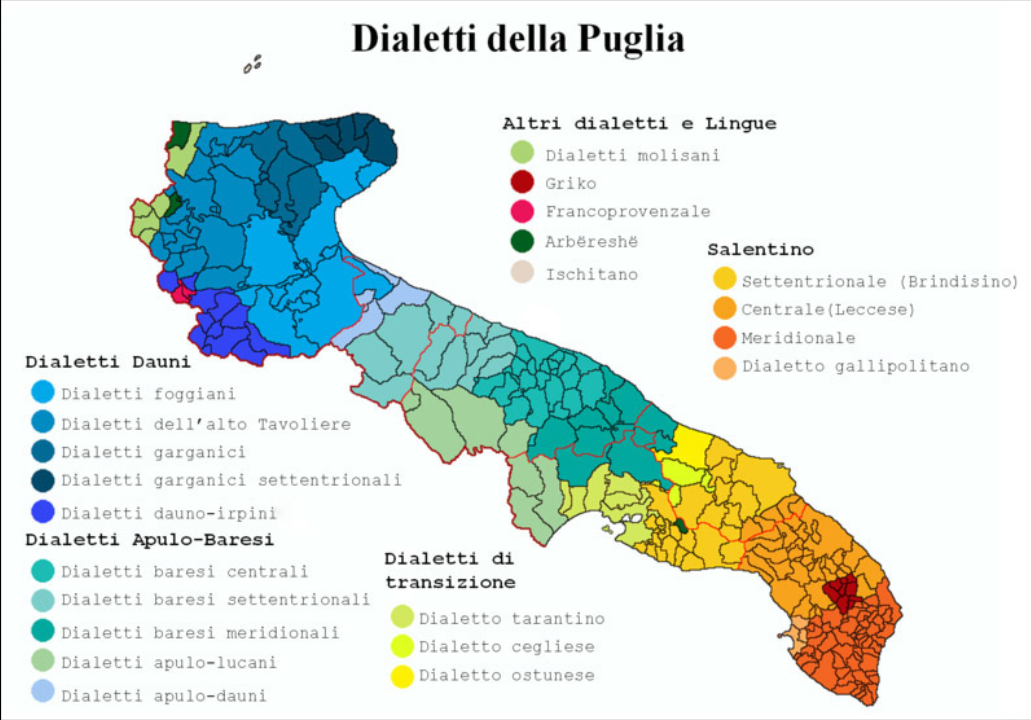
Dialetti pugliesi

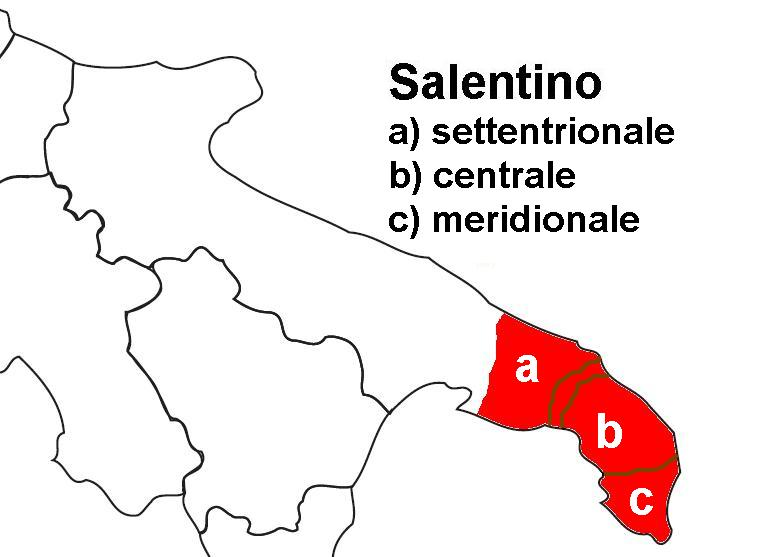
Diffusione del dialetto salentino

- Romania - 121
- Marocco - 40

### Lingue e dialetti
Il dialetto parlato a Matino è una singolare variante del dialetto salentino, in particolare di quello della zona meridionale. Quasi inspiegabile il fenomeno che vede i due comuni di Parabita e Matino, combacianti e divisi solo teoricamente da una strada, parlare due varianti del dialetto profondamente diverse, mentre nel comune di Casarano, confinante con la parte sud di Matino, si parla una versione del dialetto salentino più vicina a quella matinese ma con influssi ed accenti comunque notevolmente diversi. Sembrerebbe che il dialetto matinese sia il risultato di contaminazioni linguistiche esterne sul corpo linguistico del salentino meridionale.  Il dialetto salentino e quindi matinese si presenta carico di influenze riconducibili alle dominazioni e ai popoli stabilitisi in questi territori che si sono susseguite nei secoli: messapi, greci, romani, bizantini, longobardi, normanni, francesi, spagnoli.

### Tradizioni e folclore
Festa del Miracolo di San Giorgio (San Giorgi piccinnu), 27 febbraio.

## Cultura

### Istruzione
A Matino ci sono tre scuole dell'infanzia, due scuole primarie: e una scuole secondaria di I grado.

### Musei
Il Museo di Arte Contemporanea di Matino "L. Gabrieli" (MACMa) ospita una collezione di oltre 700 opere provenienti da donazioni private, prevalentemente sui temi della poesia visiva della neoavanguardie.

### Musica
- Tradizionale Pastorale matinese
- Santu Lazzaru
- Premio “Matino Città della Musica”

## Economia

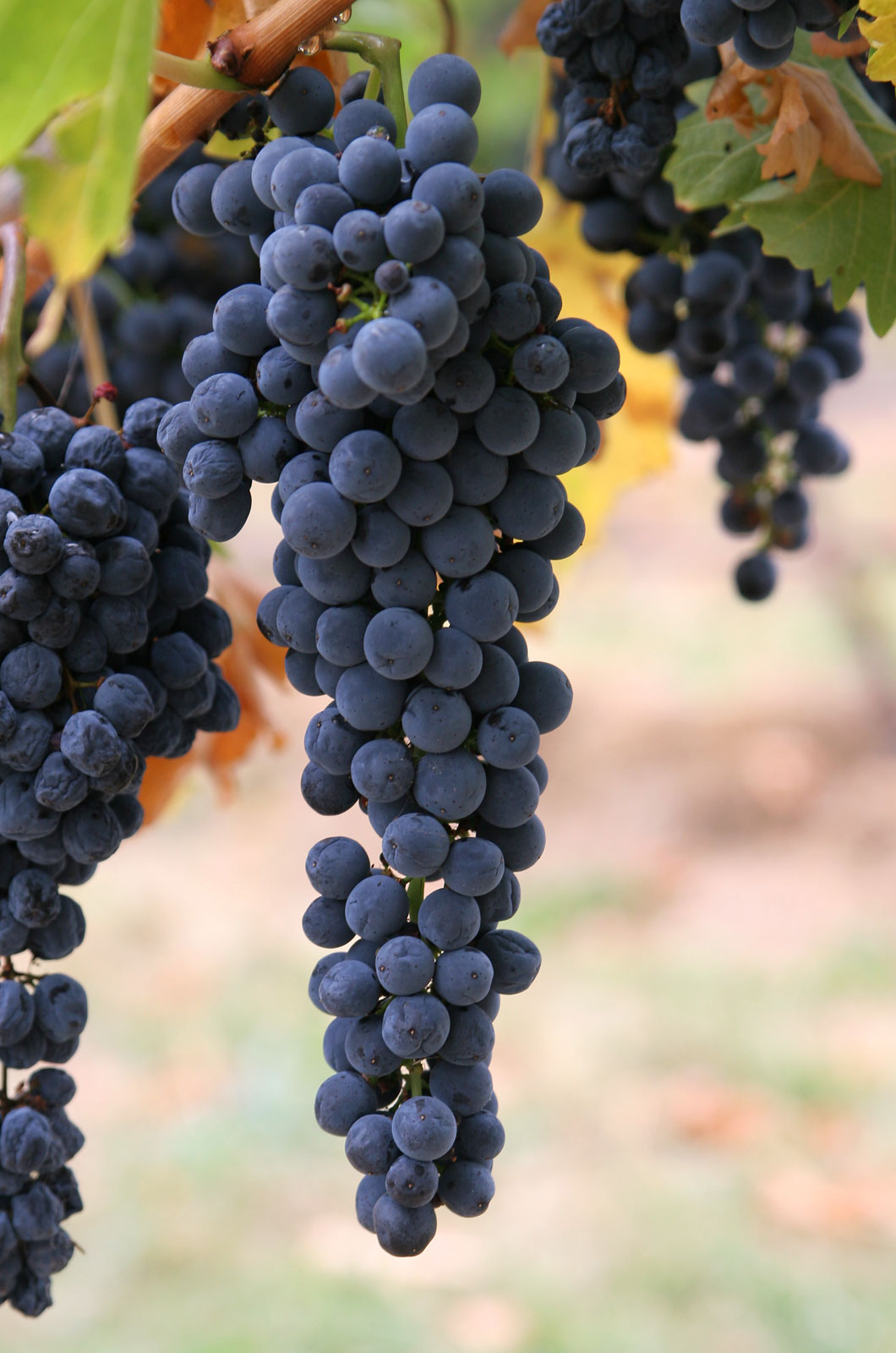
Grappolo di uva rossa Negroamaro

Nell'ambito dell'economia pugliese Matino ha occupato in passato un ruolo prevalentemente agricolo fino alla fine degli anni settanta. Nei decenni successivi è avvenuta una trasformazione in senso industriale ed artigianale di notevole entità con l'apertura di diverse aziende impegnate nella produzione calzaturiera e dell'abbigliamento.
La crisi alla fine degli anni novanta ha, purtroppo, ridimensionato notevolmente il fenomeno.
Aziende storiche quali ad esempio la Meltin' Pot, azienda del Gruppo Romano Jeans, leader nel mercato del vestiario sportivo o la Calzaturifici De Prezzo, che per circa un trentennio avevano generato ricchezza ed occupazione oltre a un notevole indotto di piccole industrie e laboratori di circa 250 aziende con quasi 2 000 addetti, hanno ridotto progressivamente il numero degli occupati a poche decine di operai. Stessa sorte toccata al Gruppo Filanto, avente sede nella vicina Casarano ma che assorbiva moltissima manodopera dai centri vicini. Un certo risveglio si è avuto nell'ultimo periodo con una riconversione di alcuni calzaturifici a produzioni di pregio che ha rinnovato la ormai ultracinquantennale tradizione industriale del settore calzaturiero.
Altri comparti economici presenti sul territorio matinese sono l'industria alimentare, meccanica, il settore del legno e della carpenteria, del vetro e dell'editoria.
Le ditte individuali censite dall'ISTAT sono oltre 400, le società di persone 40, le società di capitali 51, con una media aziende/abitanti di 1:20, testimonianza di una certa vivacità imprenditoriale. Le aziende manifatturiere rappresentano oltre un terzo del totale aziende e il 62% degli occupati.
Altri rami economici importanti sono il commercio e le costruzioni, ai quali è addetto rispettivamente il 9% e il 16% della popolazione. Il commercio, con le sue oltre 300 aziende, rappresenta il 40% delle imprese e il 14% degli addetti in settori non agricoli. Nel terziario dei servizi lavora il 23% della popolazione attiva. Nella pubblica amministrazione sono occupate circa 300 persone. Dal punto di vista dell'occupazione la città ha avuto un netto calo a causa delle già descritta crisi delle attività manifatturiere.
Il livello medio d'istruzione è discreto e in linea con la media italiana. La composizione socioeconomica della popolazione ha segnato nei tre decenni passati rispetto alla media regionale, un'elevata incidenza di lavoratori dipendenti e una bassa delle casalinghe, per effetto dell'alto impiego di manodopera femminile nel ramo manifatturiero.
Il settore agricolo si è in una certa misura riqualificato, notevole l'apporto in questo senso è stato dato della locale cantina cooperativa che con il marchio Cantine del Matino ha prodotto e commercializzato una varietà di vini D.O.C. (Matino rosso, Matino rosato) di discreto pregio cedendo poi negli ultimi anni alla concorrenza e chiudendo i battenti. La presenza della sede centrale della Banca Popolare Pugliese (oltre 100 filiali in Italia e una succursale in Albania), con il suo centro direzionale e la sede meccanografica determina, inoltre, un non disprezzabile apporto finanziario al circuito economico cittadino.
La crisi economica internazionale degli ultimi anni ha lasciato un segno profondo nel tessuto economico cittadino. La quasi totalità delle aziende del settore manifatturiero ha chiuso i battenti o si è molto ridimensionata dando luogo ad una disoccupazione di molto superiore alla media nazionale che sta innescando fenomeni di emigrazione su larga scala.
Una certa ripresa occupazionale si è avuta attraverso lo sviluppo di attività turistiche, data la vicinanza con le spiagge joniche e la messa a valore di molti caseggiati del centro storico medioevale e la nascita di molti B&B, anche di pregio, nel territorio, ma il fenomeno resta ancora embrionale e di non grande impatto sull'economia cittadina.

## Infrastrutture e trasporti

### Strade
I collegamenti stradali principali sono rappresentati da:
- Strada statale 274 Salentina Meridionale - (Santa Maria di Leuca - Gallipoli);
- Strada statale 101 Salentina di Gallipoli - (Gallipoli - Lecce).

Il centro è anche raggiungibile dalle strade provinciali interne: SP55 da Taviano; SP223 da Gallipoli, SP360 da Casarano e dal confinante abitato di Parabita.

### Ferrovie
La città è servita da una stazione ferroviaria posta sulla linea Novoli-Gagliano del Capo delle Ferrovie del Sud Est.

## Amministrazione
Di seguito è presentata una tabella relativa alle amministrazioni che si sono succedute in questo comune.
| Periodo           | Periodo           | Primo cittadino                | Partito              | Carica              | Note   |
| ----------------- | ----------------- | ------------------------------ | -------------------- | ------------------- | ------ |
| 22 giugno 1985    | 4 agosto 1990     | Mario Romano                   | Democrazia Cristiana | Sindaco             | [ 38 ] |
| 4 agosto 1990     | 7 dicembre 1991   | Mario Romano                   | Democrazia Cristiana | Sindaco             | [ 38 ] |
| 5 febbraio 1992   | 29 novembre 1993  | Carmelo Vincenzo Russo         | Democrazia Cristiana | Sindaco             | [ 38 ] |
| 29 novembre 1993  | 23 giugno 1994    | Angelo Sorino                  |                      | Comm. pref.         | [ 38 ] |
| 23 giugno 1994    | 25 maggio 1998    | Elio Agostiniello              | lista civica         | Sindaco             | [ 38 ] |
| 25 maggio 1998    | 19 settembre 2001 | Cosimo Romano                  | centro-destra        | Sindaco             | [ 38 ] |
| 19 settembre 2001 | 28 maggio 2002    | Umberto Guidato                |                      | Comm. straordinario | [ 38 ] |
| 28 maggio 2002    | 29 maggio 2007    | Giorgio Antonio Primiceri      | lista civica         | Sindaco             | [ 38 ] |
| 29 maggio 2007    | 8 maggio 2012     | Giorgio Antonio Primiceri      | lista civica         | Sindaco             | [ 38 ] |
| 7 maggio 2012     | 11 giugno 2017    | Cosimo Carmelo Tiziano Cataldi | lista civica         | Sindaco             | [ 38 ] |
| 11 giugno 2017    | 12 giugno 2022    | Giorgio Salvatore Toma         | lista civica         | Sindaco             | [ 38 ] |
| 12 giugno 2022    | in carica         | Giorgio Salvatore Toma         | lista civica         | Sindaco             | [ 38 ] |

### Gemellaggi
- Niederbipp
- Lucinico (Gorizia)

## Sport
Le realtà sportive più di rilievo in città sono la squadra di calcio Polisportiva Virtus Matino, militante in serie D a partire dalla stagione 2021/2022. la squadra di baseball,  e la Angels B.C. Matino, militante in serie C.